# Peter Emanuel Falck
John Peter Emanuel Falck, ibland kallad Peter E. Falck, född 15 juli 1952 i Stockholm, är en svensk manusförfattare och filmproducent. Han är känd för att vara upphovsperson till flera svenska såpoperor. 

## Familj och karriär
Falck är son till regissören Åke Falck och sångerskan Brita Nordström samt halvbror till kriminologen Mikael Rying och författaren Carolina Falck. Fadern var omgift med TV-profilen Karin Falck som Peter Emanuel Falck gjort TV-serier med.
Den första svenska såpoperan hette Lösa förbindelser och sändes 1985 med Börje Ahlstedt och Evabritt Strandberg i rollistan. År 1987 fick han ett genombrott som upphovsman och huvudförfattare till den populära såpoperan Varuhuset, där skådespelare som Sven Holmberg, Bertil Norström och Christina Schollin medverkade.
Han skapade tillsammans med kollegan Louise Boije af Gennäs såpoperan Rederiet, som hade premiär den 20 augusti 1992. Den blev direkt en publiksuccé. Rollistan toppades av Gösta Prüzelius, Mikael Samuelson, Gaby Stenberg och Suzanne Reuter. Rederiet avslutades 2002 efter att ha sänts oavbrutet i tio år.
Är 1994 hade hans nya såpopera Tre Kronor premiär. Den blev också en publiksuccé, där bland andra Ulf Brunnberg, Christina Schollin, Bertram Heribertson och Ing-Marie Carlsson spelade.
Sedan dess har han i Norge gjort den välkända serien Hotell Cæsar, som sänds där fortfarande.
Hösten 2007 hade hans nya såpopera Andra Avenyn premiär med skådespelare som Bill Hugg, Lena B. Nilsson och Fyr Thorwald i rollerna. Andra Avenyn sändes fram till och med våren 2010 men lades därefter ned. Han stod även bakom "Sveriges största webbsatsning" Riverside, med bland annat Ida Linnertorp och Jonas Bane som skådespelare. Riverside var en spin-off på Andra Avenyn som man endast kunde följa på SVT:s webbsida.
Falck arbetar på 2020-talet som producent på produktionsbolaget Filmlance International. Han fick hederspriset på Kristallen 2023.